# Ernst Rüdiger von Starhemberg (1861–1927)
Ernst Rüdiger 6. kníže ze Starhembergu (německy Ernst Rüdiger Fürst von Starhemberg, 30. listopadu 1861 Feldkirchen an der Donau – 16. listopadu 1927 Linec) byl rakouský šlechtic z rodu Starhembergů, velkostatkář a politik.

## Život
Byl synem knížete Camilla Heinricha ze Starhembergu a Sophie, rozené říšské hraběnky ze Sickingen-Hohenburgu.
V roce 1898 se oženil s hraběnkou Franziskou Larischovou z Mönnichu. Jako věno získal od své ženy zámek v Rychvaldě v Rakouském Slezsku, který pak byl od roku 1903 plně v držení Starhembergů. Z manželství se narodila dcera a tři synové:
- 1. Ernst Rüdiger (10. 5. 1899 Eferding – 15. 3. 1956 Schruns), 7. kníže ze Starhembergu, rakouský vicekancléř v letech 1934 až 1936, I. manž. 1928 (anulace 1937) Marie Alžběta Salm-Reifferscheidt-Raitz (1. 3. 1908 Donaueschingen – 10. 4. 1984 Gmunden), II. manž. 1937 Nora Gregor (3. 2. 1901 Gorice – 20. 1. 1949 Viña del Mar)[2]
- 2. Ferdinand (26. 7. 1900 Eferding – 12. 10. 1961 Štrasburk), svobodný a bezdětný[2]
- 3. Žofie Marie (10. 10. 1902 Eferding – 5. 4. 1970 Vídeň), manž. 1923 hrabě Georg Thurn-Valsassina-Como-Vercelli (13. 4. 1900 Vídeň – 4. 3. 1967 Taormina)[2][3]
- 4. Georg (10. 4. 1904 Eferding – 12. 2. 1978 Moosburg), manž. 1929 princezna Anna Agnes von Isenburg (7. 3. 1904 Birstein – 5. 11. 1970 Klagenfurt am Wörthersee)[2][4]

## Kariéra
Vystudoval prestižní vídeňskou školu Theresianum. Po svatbě navštěvoval občasně Rychvald a blízké Lázně Darkov. Mimo jiné vykonával funkci předsedy dřevařského svazu pro Horní Rakousy a Salcbursko a ředitele místní dráhy Linec – Eferding.
Od roku 1881 byl členem Panské sněmovny Říšské rady, v letech 1902–1915 byl také členem Hornorakouského zemského sněmu za katolicko-konzervativní stranu.